# Rhododendron bonvalotii
Rhododendron bonvalotii là một loài thực vật có hoa trong họ Thạch nam. Loài này được Bureau & Franch. miêu tả khoa học đầu tiên năm 1891.